# 合金弹头3
《合金弹头3》是合金弹头系列的第4弹作品，2000年3月23日在SNK MVS基板上推出，並於同年6月1日在Neo-Geo AES發行。也是系列中最后一部以SNK名义制作发行的作品。很多爱好者认为这是系列中品質最高的一部。其难度在系列中也是最高的。

## 剧情
摩丁将军妄图建立世界新秩序的反叛軍已成为历史，和平与秩序开始重归世界。虽然东山再起的摩丁势力开始策划新一场政变，但已洞察迹象的政府军也已准备好了新一次的对反叛者的打击。
在镇压摩丁反叛中立下汗马功劳的“PF”队员馬爾可和塔爾馬在退役申请被驳回后被继续任命带领队伍作战。因为摩丁虽然已被他的追随者们认为失踪，但这些追随者们依然潜藏在世界各个角落，而馬爾可和塔爾馬的能力和经验是对付他们的有效利器，通过对反叛军的战斗，二人发现了摩丁和这个新的征服世界的邪恶计划的千丝万缕的联系。
另一方面，隶属政府情报机关的“Sparrows”部队在游隼对摩丁的追击的同时也遭遇一系列奇怪事件：神秘消失的家畜、政府官员的失踪，还有反常的巨大生物。诸多事件表明了一个可怕的事实：摩丁并不是唯一值得提防的对象。最后发现：曾在前一次摩丁叛乱中出现的外星人回来了！在共同的敌人面前，政府军和摩丁反乱军组成了反抗外星人的联盟。

## 流程

首次出现的纵版飞行射击关卡

游戏方式仍然继承自之前的合金弹头系列作品，但首次出现了分支路线的设定：除去最后一关，前四关均可以有多种不同路线可供选择，每条路线的场景和敌人均不同，但最后面对的BOSS是一样的。游戏共有五关，但最后一关路线特别长，因此总体流程长度依然和之前几代相差无几。
除去传统的动作射击版面，游戏还增加了水下版面、横版和纵版飞行射击版面，此时的游戏方式更接近飞行射击游戏而不是动作射击。

## 新要素
3代增加了大量新要素，某些物件模仿其他遊戲作品

### 新人物形态
- 丧尸：变异形态之一，在第二关被丧尸所抛出的毒液攻击后变成，和木乃伊一样行动迟缓、只能使用手枪、无法下蹲、跳躍力也会大幅下降。但这个形态下角色不怕普通敌人的攻击（丧尸、雪人、BOSS除外），而副武器也会变成威力巨大的横扫角色面前90度范围的喷血攻击。（模仿生化危機的喪屍）
- 潜水装：水中场景形态，副武器变成投掷距离较普通手榴弹近的水下炸弹，样子像是冰球。
- 飞行背包：最后一关开头的横版射击版面中不搭乘载具时的形态，使用平常状态下的主武器但只能横向射击，副武器和变胖时的追踪弹C相同。
- 太空服：纵版飞行射击版面中不搭乘载具时的形态，副武器为向上飞出的炸弹，与正统的飞行射击游戏不同的是，炸弹并没有大范围攻击和消去画面中敌人子弹的功能。

### 新武器
- 雷暴云Thunder Cloud[CLOUD]：玩家操纵的角色上方将会有一小片乌云跟随并索敌，并随着主角手枪的攻击发出闪电攻击敌人，遭受攻击的敌人将会有硬直状态，初始弹药30发。
- 机动卫星Mobile Satellite/Torpedo Satellite [MOBS]：会像雷暴云一样跟随玩家并随主角手枪的攻击而发射光束攻击敌人，初始弹药200发。

### 新载具

新载具之一的大象

- Slug noid Type-R：SV-15D Slug noid Type-R，就像X中出现的Metal Slug Type-R一样的Slug noid的強化版，速度及跳躍力皆有提升，副武器变成发胖状态下的铁蜥蜴。
- Slug Mariner：SV-17M Slug Mariner，装备火神炮和鱼雷的小型潜艇，經防水加工的火神炮子弹会因为水中环境的关系呈抛物线状弹道。
- Elephant Slug：装备火神炮的大象，无装甲，若得到『电池』或『辣椒』的强化，副武器将变成从鼻子射出的電擊雷射或火焰。
- Ostrich Slug：装备火神炮的雌性鸵鸟，类似以前的骆驼但有更强的跳跃力，缺点是左右转身时有一段不能攻击的硬直时间，此时若遭到攻击会死亡。
- Level Armor：叛军研制的小型单兵动力装甲，背后的火箭背包令其有二段跳跃的能力。两臂分别为机枪和加农炮、亦可近身攻击，和『Astro Slug』一样使用角色强化武器，初始附带10发炮弹和200发重机枪H的子弹，也可以使用R、S、F、L等强化武器，但游戏中若无法得到弹药补给，武器子弹耗光后会只能肉搏，另外它无法转身，（模仿櫻花大戰的靈子甲冑）保留到關底有30萬加分。
- Drill Slug：SV-22UG Drill Slug，这个载具不能跳跃，但拥有驾驶舱抬升的能力。主武器为火神炮而副武器为范围较短但威力巨大的钻头，還有移動時前方的鑽頭會自動啟動鑿穿敵人。
- Slug Copter：SV-H03 Slug Copter，直升机，继2代的飞机之后又一种空中单位。主武器为类似骆驼的更大威力的机炮；副武器为向前下方投掷的空襲弹。
- Astro Slug：反叛军研制的小型单人宇宙战斗艇，初始武器只有导弹和射速低威力弱的半自动小炮，但可以把得到的强化武器装在两侧使用（并不与搭乘者当前使用的强化武器共享），后期也可以得到火神机炮作为强化，得到强化武器后若遭到攻击，将会像前代的Slug Noid般失去受击侧的武器（以及火神炮）。

### 新型俘虏
- 猴子Utan：类似一文字百太郎的协助作战人物，使用小威力冲锋枪协助主角作战，僅出現第一關與第二關。闲暇时会睡覺、抠鼻屎、抓虱子或者从裤衩里掏出香蕉来吃（會不小心掏出生殖器）。
- V.I.P. CEO President（總統）：将其解救后，他会呼唤两个保镖送给主角两样道具后离开，搞笑的是有时两个保镖会在离开时撇下他。出现在第二关、第三关和第五关后半段。
- 冰冻摩丁士兵：第二关雪人洞里出现，只给主角增加一个拯救俘虏数而不会提供道具。

## 關卡BOSS
- MISSON1
  - Huge Hermit装甲寄居蟹，把炮楼当成壳的巨型变异产物
- MISSON2
  - Mono Eye 單眼巨人
  - Mono Eye UFO單眼巨人用飛船，会从上空召唤诅咒石碑来砸玩家
- MISSON3
  - Jupiter King 木星王者，巨大履带式机器人
- MISSON4
  - Sol Dae Rokker 太陽神，飞在天上，长相类似王冠
- MISSON5
  - 開發途中大型機剃頭匠（中BOSS）
  - 二次放出戰鬥直昇機海德（中BOSS），战斗之后不论单人或双人会掳走玩家1使用角色，如果只有玩家2則会抓使用角色
  - Fake Rooot Mars 火星之根，上半段（中BOSS）
  - 複製人製造裝置（中BOSS）
  - ROOT MARS火星之根，下半段

## 外部連結
- 越南大戰系列官方網站（页面存档备份，存于）